# نیوکمپ (مجموعه نمایش خانگی)
نیوکمپ مجموعهٔ‌ای نمایش خانگی ایرانی به کارگردانی منوچهر هادی، تهیه‌کنندگی زینب تقوایی و نویسندگی بابک کایدان محصول سال‌ ۱۴۰۲ است. این مجموعه در  ۱۰ قسمت پخش شده‌است. از بازیگران این سریال می‌توان به حامد آهنگی، حسن معجونی، گیتی قاسمی، لادن ژاوه‌وند، ایمان صفا و بهاره افشاری اشاره کرد.

## خلاصه داستان
خانواده‌ای که هنگام تماشای بازی ایران و آرژانتین در جام جهانی فوتبال، بعد از گل لیونل مسی پدربزرگ خانواده سکته و فوت می‌کند.

## بازیگران
| بازیگر         | نقش                    | توضیحات                               |
| -------------- | ---------------------- | ------------------------------------- |
| حامد آهنگی     | مجتبی سرچشمه(مُجی)      |                                       |
| حسن معجونی     | نصرت سرچشمه (بابانصرت) |                                       |
| گیتی قاسمی     | مامان نصرت             |                                       |
| فرزاد فرزین    | شهاب                   |                                       |
| لادن ژاوه‌وند   | بی بی                  |                                       |
| ایمان صفا      | مرتضی سرچشمه(مُری)      |                                       |
| بهاره افشاری   | مریم سرچشمه            |                                       |
| لیلا اوتادی    | لیلا اوتادی            |                                       |
| ملیکا شریفی‌نیا | گندم(گندی)             |                                       |
| حمید گودرزی    |                        |                                       |
| اکبر عبدی      | بابامظفر               | بابا بزرگ خانواده سرچشمه              |
| بهشاد شریفیان  | آقا پرویز              | بابا گندم                             |
| صفر کشکولی     |                        |                                       |
| یوسف کرمی      |                        |                                       |
| کریم قربانی    |                        |                                       |
| سعید نعمتی     |                        | کادر کلانتری محله قوچ حصار            |
| ساناز سعیدی    | سارا                   | وکیل(قلابی) خانواده سرچشمه            |
| پیمان قربانی   |                        |                                       |
| امیرحسين موسوی |                        |                                       |
| افشین حیدری    |                        |                                       |
| امین عسکراوی   |                        |                                       |
| الهه منصوریان  |                        |                                       |
| سهیلا منصوریان |                        |                                       |
| معین محمودزاده | فرهاد                  | خاطرخواه مریم(بچه محل خانواده سرچشمه) |

### تیتراژ
فرزاد فرزین خوانندهٔ تیتراژ این سریال است و ترانهٔ جواهر را خوانده است.

## نظر منتقدان
آرش پارساپور منتقد سینما در انتقادی نسبت به این مجموعهٔ نمایشی گفته است: 
«کارگردان و عوامل به ریش مخاطب می‌خندند، آن‌ها با گردآوری یک گروه بازیگری و یک نیم خط داستانی، سریالی می‌سازند که هیچ محتوایی ندارد و در جامعه غمگین ایران دیده می‌شود. آن‌ها مخاطبین خود را با اثری سرگرم می‌کنند که رسما توهین به شعور مخاطب خود می‌کند و سطح سلیقه مردم را پایین نگه می‌دارند.»